# Conescharellina brevirostris
Conescharellina brevirostris är en mossdjursart som beskrevs av Silén 1947. Conescharellina brevirostris ingår i släktet Conescharellina och familjen Biporidae. Inga underarter finns listade i Catalogue of Life.